# Łuk Cezara w Toruniu
Łuk Cezara w Toruniu – kamienica w stylu barokowym w Toruniu. Znajduje się na Starym Mieście, przy ul. Piekary 37.

## Historia
Barokowa kamienica powstała w XVIII wieku. Kamienica sąsiadowała z zakładem produkującą maszyny do szycia marki Singer a miejską drukarnią. Od chwili powstania budynek tarasował drogę ze Starego Miasta do Bydgoskiego Przedmieścia. Idea wytyczenia nowej drogi między Starym Miastem a przedmieściem pojawiła się w 1900 roku. Najstarsze odnalezione dokumenty o planie przebicia kamienicy pochodzą z września 1913 roku. W 1915 roku wykonano przebicie. Za przebieg prac był odpowiedzialny niemiecki architekt Karl Cäsar. Jego projekt przebicia kamienicy pochodzi z 5 listopada 1914 roku. Na cześć architekta przejście (a następnie całą kamienicę) nazwano Łukiem Cezara (Cesarbogen, Łuk Caesara). Ze względu na rosnący ruch pieszy i drogowy powstały pasaż szybko przestał wystarczyć.
W okresie międzywojennym podjęto decyzję o poszerzeniu Łuku i wyburzeniu domów od strony ul Fosa Staromiejska, dzielące ul. Różaną z placem przed bankiem. Pomysł poszerzenia łuku spotkał się z krytyką ze strony miłośników zabytków. Projekt nowego Łuku Cezara przygotował w 1926 roku Kazimierz Ulatowski. Swój projekt (zakładający przejazd w dwóch domach) zaprezentował również Leopold Jarosławski. Istnieje również niepodpisany rysunek z pasażem 5-osiowym, pochodzący z 1927 roku. W 1929 roku władze miasta ogłosiły konkurs na przebudowę Łuku Cezara. W 1932 roku Ulatowski przedstawił projekt 7-piętowego wieżowca z 2-osiowym przejazdem przyziemiu. Projekt ten został zmodyfikowany dwa lata później. Wieżowiec miał stanowić rodzaj „nowoczesnej bramy”, usprawniającego komunikację i wskazującego nowy kierunek rozwoju Torunia. Projekt Ulatowskiego był krytykowany, głównie za sprawą wprowadzenia nowoczesnej i wielkogabarytowej architektury w średniowiecznej zabudowie. Ostatecznie Ulatowski przedstawił nową koncepcję, która została zaakceptowana. Przejście poszerzono w 1936 roku, poprowadzono w nim tory tramwajowe.
23 października 1936 roku odbył się pierwszy próbny przejazd tramwaju. Okazało się jednak, że ruch tramwajowy negatywnie wpływa na zabytkową architekturę miasta (między innymi zauważono pęknięcia ścian Ratusza Staromiejskiego), w związku z czym w 1971 roku, wraz z otwarciem nowego połączenia tramwajowego wokół Starego i Nowego Miasta, zaprzestano ruchu tramwajowego. Pod Łukiem Cezara odtworzono pamiątkowy fragment torów, podczas gdy pozostałą infrastrukturę tramwajową w Zespole Staromiejskim zdemontowano.
Podczas II wojny światowej niemieckie władze okupacyjne planowały poszerzyć Łuk Cezara. Zdaniem historyk sztuki Katarzyny Kluczwajd poszerzenie Łuku mogło wiązać się z planem przebudowy Horst-Wessel-Platz (placu Rapackiego).

## Architektura
Barokowa kamienica wyróżniała się na tle innych budynków na Starym Mieście bogatym zdobieniem. Stiukowe ornamenty roślinne zachowane na fasadzie kamienicy stanowią jeden z nielicznych przykładów charakterystycznego dla Torunia stylu zdobnictwa barokowego. Na szczycie budynku od ulicy Różanej znajduje się figura archanioła Michała z trąbką, natomiast po jego bokach znajdują się puchary oraz metalowe chorągiewki. Od figury pochodzi jedna ze zwyczajowych nazw kamienicy – Kamienica pod Aniołem.